# Goniorrhachis
Goniorrhachis là một chi thực vật có hoa trong họ Đậu.